# Фикароло
Фикароло (итал. Ficarolo) — коммуна в Италии, располагается в провинции Ровиго области Венеция.
Население составляет 2764 человека, плотность населения составляет 163 чел./км². Занимает площадь 17 км². Почтовый индекс — 45036. Телефонный код — 0425.
Покровителем коммуны почитается святой мученик Антонин Памьерский, в честь которого освящён храм, празднование 2 сентября.